# Смертельный марафон
«Смертельный марафон» (англ. Death's Marathon) — драматический короткометражный фильм Дэвида Уорка Гриффита, снятый в 1913 году.

## Сюжет
Два бизнесмена влюбляются в одну и ту же девушку. У обоих есть жёны, которые их не удовлетворяют. А на работе аврал. Срочно нужны деньги, однако один из бизнесменов уже проиграл их в карты. В финале один из бизнесменов кончает жизнь самоубийством.

## В ролях
- Бланш Свит — жена
- Генри Вольтхолл — муж
- Уолтер Миллер — друг, партнёр мужа
- Лайонел Берримор —  спонсор
- Кейт Брюс — няня
- Роберт Харрон — посланник

## Факты
Упомянут в «Веке кино: История американского кино от Мартина Скорсезе» (1995)